# Дослідне (Чугуївський район)
Дослідне — селище в Україні, у Чкаловській селищній громаді Чугуївського району Харківської області. Населення становить 247 осіб. До 2016 орган місцевого самоврядування — Чкаловська селищна рада.

## Географія
Селище Дослідне примикає до селища Пролісне. Поруч проходять автомобільна дорога Н26 і залізниця, станція Пролісний.

## Історія
- 1932 — дата заснування.
- 12 червня 2020 року, відповідно до Розпорядження Кабінету Міністрів України № 725-р «Про визначення адміністративних центрів та затвердження територій територіальних громад Харківської області», увійшло до складу Чкаловської селищної громади.[1]
- 19 липня 2020 року, в результаті адміністративно-територіальної реформи та ліквідації Чугуївського району, село увійшло до складу новоствореного Чугуївського району Харківської області.[2]

## Населення

### Мова
Розподіл населення за рідною мовою за даними перепису 2001 року:
| Мова       | Кількість | Відсоток |
| ---------- | --------- | -------- |
| українська | 194       | 78.54%   |
| російська  | 51        | 20.65%   |
| білоруська | 2         | 0.81%    |
| Усього     | 247       | 100%     |

## Економіка
- Граківське дослідне поле ННЦ «Інститут ґрунтознавства та агрохімії ім. О. Н. Соколовського».